# Fondation religieuse tibétaine du dalaï-lama
La Fondation religieuse tibétaine du dalaï-lama (tibétain : ཐེ་ཝན་སྐུ་ཚབ་དོན་གཅོད་ཁང་། ;chinois : 達賴喇嘛西藏宗教基金會 ; anglais : Tibet Religious Foundation of His Holiness the Dalai Lama) est l’un des bureaux de la représentation officielle du 14e dalaï-lama et du gouvernement tibétain en exil, ainsi qu’une organisation à but non lucratif, créée en mars 1997 et basée à Taipei à Taïwan.
Le bureau, présidé alors par Kesang Yangkyi Takla, a ouvert ses portes le 16 avril 1998 en présence du président taïwanais Lee Teng-hui et du ministre tibétain Sonam Topgyal.
Tenzin Phuntsok Atisha est le représentant de 1999 à 2003.
La fondation, présidée par Tsegyam Ngawa de 2003 à 2008, sert également de bureau de représentation tibétain de facto à Taiwan.
Depuis mai 2008, M. Dawa Tsering est président de la Fondation.
Kelsang Gyaltsen Bawa succède à Dawa Tsering le 22 avril 2021
Le 2 septembre 2021, commémorant le 61e anniversaire de la Journée de la démocratie tibétaine, la publication d'un livre sur le Accord en 17 points traduit en chinois à partir d'une édition tibétaine co-écrite par le secrétaire du Bureau du Tibet de Taïwan Sonam Dorjee et le responsable de l'administration centrale tibétaine Chung Tsering est annoncé par des hommes politiques taïwanais (dont Freddy Lim) et tibétains (dont Kelsang Gyaltsen Bawa). 